# استدعاء

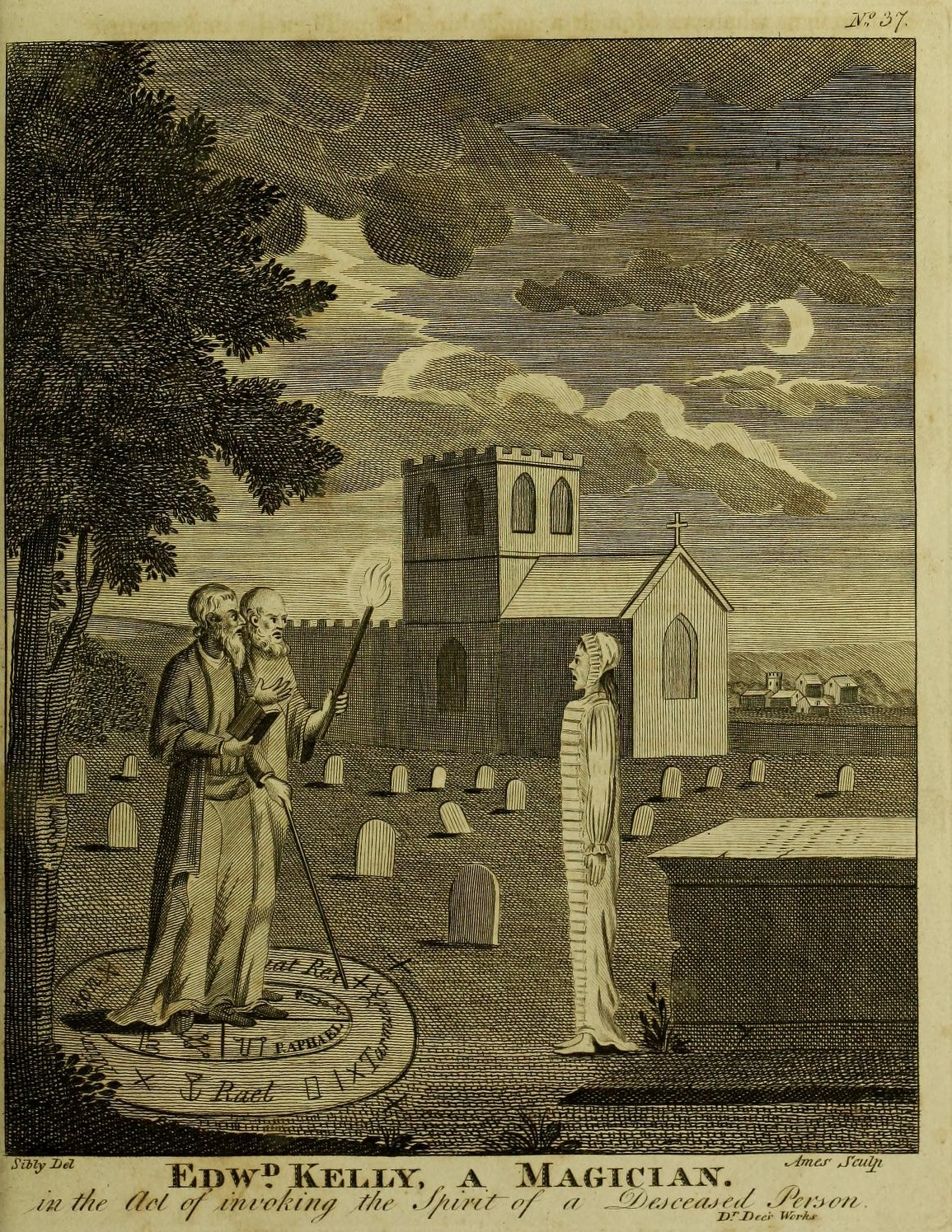

الاستدعاء أو التَّعْزِيم (بالإنجليزية: Evocation) في تقاليد الباطنية الغربية عملية استدعاء أو دعوة لروح أو شيطان أو إله أو غير  هذا من العوامل الخارقة. توجد ممارسات قريبة من بعض الوجوه في كثير من الأديان والتقاليد السحرية، وقد يُلجأ فيها إلى المواد المؤثرة في العقول، سواء مع صِيغ كلامية أو من غيرها.

## في تقاليد الباطنية الغربية
كانت كلمة evocatio تشير في اللغة اللاتينية إلى «الاستدعاء» أو «الاستحضار» لإله المدينة الحافظ. وكان هذا الطقس يمارَس في إطار عسكري، إما للتهديد في أثناء حصار، وإما نتيجة للاستسلام، وكان يَستهدف تحويل تأييد الله، ليكون للجانب الروماني بدلًا من المدينة المضادة، وعادة ما يكون مع التعهد بعبادة أفضل أو معبد أسخى وأكرم. أي إن الاستدعاء عندهم evocatio كان نوعًا من المراوغة الطقسية، لتخفيف حدة نهب التصاوير أو الأشياء المقدسة من الأضرحة، النهب الذي سيكون حينئذ تدنيسًا أو فجورًا.
كان الاستدعاء يُمارس نسبيًّا في الأفلاطونية الحديثة والسيمياء وغيرهما من الأنظمة الباطنية القديمة. وأما في الباطنية الغربية المعاصرة، فغالبًا ما يُنظر إلى الغريمور على أنه مثال كلاسيكي لفكرة الاستدعاء. في كثير من الكتب الإرشادية التي من قبيل مفاتح الملك سليمان الأكبرُ (reater Key of Solomon the King) ومفتاح سليمان الأصغرُ (أو ليمغتون. Lesser Key of Solomon) والسحر المقدس لأبراملين الساحر (Sacred Magic of Abramelin the Mage) توجيهات تجمع بين الإخلاص البالغ للمقدس واستدعاء الكادر الشخصي من الأقارب والمستشارين الروحيين.
أوضحت الغريمورات مجموعة متنوعة من طرق الاستدعاء. في حالات كثيرة تنادَى الأرواح باسم الله، والشائع استعمال أسماء بربرية إغريقية أو قَبالية، لصياغة ابتهالات مطوَّلة. غالبًا ما كان الساحر يستعمل الصولجانات والعصي والبخور والنيران والخناجر، والرسوم المعقدة، سواء مرسومة على ألواح أو على الأرض. في السحر الإينوقياني تُستحضر الأرواح في مرآة أو كرة بلورية، يتطوع شخص (ناظر) يُتوقع أن يستطيع النظر إلى الروح فيها أو أن يسمعه، لينقل كلامه إلى مستحضِر الروح. وأحيانًا ما يكون ذلك الناظر وسيطًا فعليًّا، فيتكلم بوصفه الروح نفسه، لا مجرد ناقل عنه. وفي أحيان أخرى قد يُستحضر الروح ويُحجز في صورة رمزية أو في رسم لا يستطيع مغادرته إلا بإذن الساحر.
لاحقًا كان كثير من الغريمورات التجارية الفاسدة تتضمن عناصر شيطانية، ومنها واحد (هو الغريمور الأعظم) يعرض طريقة لعقد اتفاق مع الشيطان، على وجه العموم يُقال إن استدعاء الأرواح يكون كله تحت سلطان إلهي.